# باري بريل
باري بريل هو محامي وسياسي نيوزيلندي، ولد في 22 أكتوبر 1940. نشط حزبياً في حزب آكت نيوزيلندا. وقد انتخب عضو مجلس النواب النيوزيلندي ‏.